# Королівський пінгвін
Королівський пінгвін (Aptenodytes) — рід птахів із родини пінгвінових. Включає найбільших птахів цієї родини. Представники роду живуть в Антарктиці та на сусідніх островах.

## Види
Рід містить два сучасні види:
- пінгвін імператорський (Aptenodytes forsteri),
- пінгвін королівський (Aptenodytes patagonicus).

Викопний вид
- Aptenodytes ridgeni